# Paul-Charles-Amable de Bourgoing
Paul-Charles-Amable de Bourgoing (Amburgo, 19 dicembre 1791 – Parigi, 16 agosto 1864) è stato un diplomatico, politico, militare e inventore francese.
Divenne noto in particolare per aver scoperto la tecnica della litofania per la decorazione della ceramica.

## Biografia

### I primi anni e la carriera militare
Figlio del diplomatico Jean-François de Bourgoing e di sua moglie, Marie-Benoîte-Joséphine Prévost de La Croix, nel 1811 Paul-Charles iniziò il servizio nell'esercito francese, prendendo parte nel 1812 alla campagna di Russia e poi a quella in Germania nel 1813. Fu aiutante di campo del maresciallo duca di Treviso nella campagna di Francia del 1814. Venne gravemente ferito ad un braccio nel corso della battaglia di Montmirail. A seguito di queste azioni ricevette sul campo il titolo di barone e si ritirò dalla carriera militare.
Redasse un volume di memorie dal titolo Souvenirs Militaires che venne dato alle stampe da suo nipote Pierre de Bourgoing nel 1897.

### La carriera diplomatica
Sotto la Restaurazione, entrò nel servizio diplomatico e divenne attaché all'ambasciata francese a Berlino, a Monaco di Baviera ed infine a Vienna. Divenne primo segretario dell'ambasciata francese a San Pietroburgo nel 1828 all'indomani dello scoppio della guerra russo-turca (1828-1829), accompagnando lo stato maggiore e distinguendosi nell'assedio di Silistria. La sua vicinanza allo zar lo pose al riparo dalla caduta dei Borboni nel 1830.
Ministro plenipotenziario in Sassonia (1832) e poi in Baviera (1835), la monarchia di luglio lo creò pari di Francia il 25 dicembre 1841. Alla camera dei pari, si mostrò devoto a Luigi Filippo I.

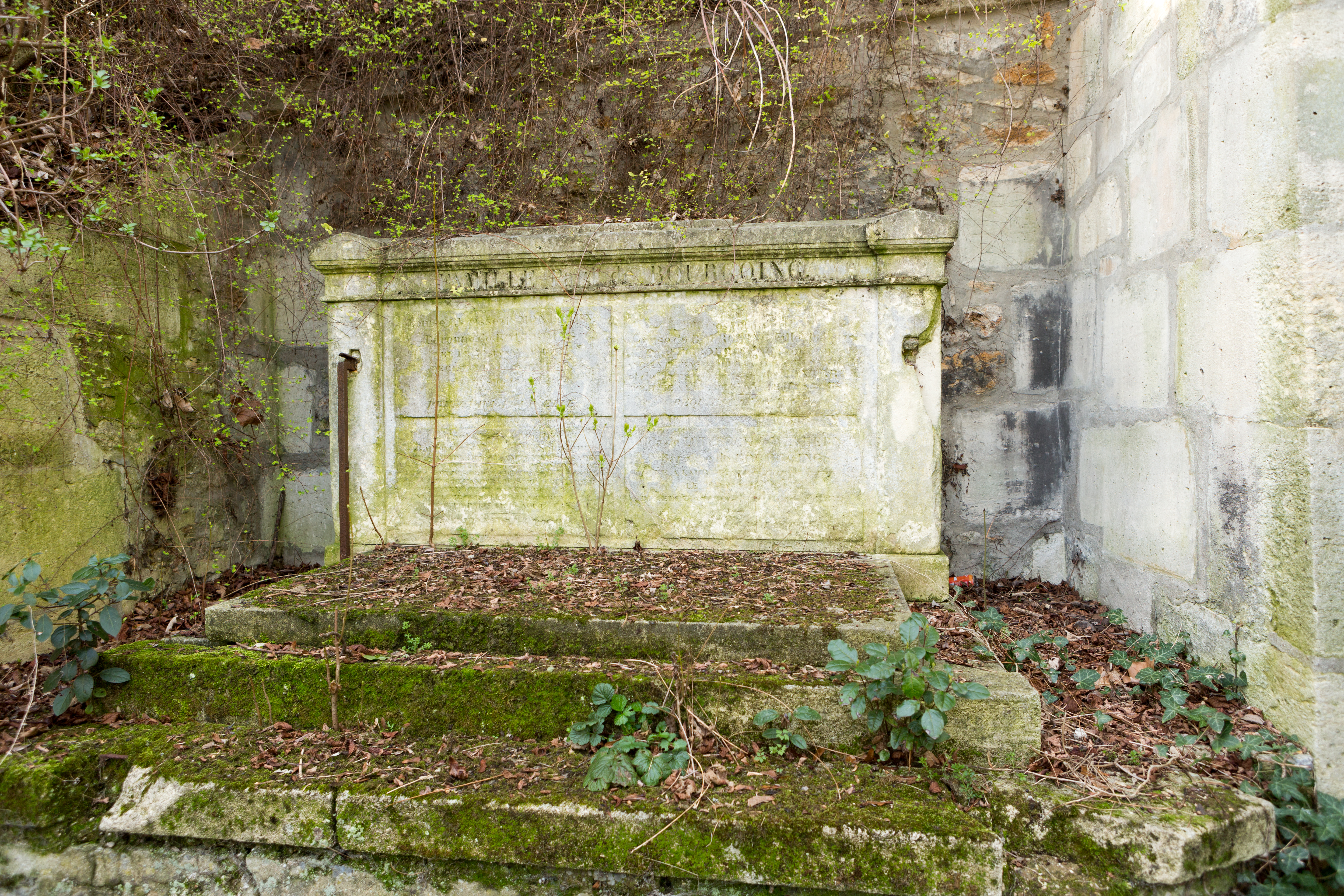
La tomba della famiglia de Bourgoing nel cimitero di Père-Lachaise

Licenziato per un certo periodo durante la seconda repubblica francese, il presidente Luigi Napoleone Bonaparte lo nominò ambasciatore francese in Spagna nel 1849.
Il 31 dicembre 1852 venne nominato senatore del secondo impero francese.
Morì a Parigi nel 1864 e venne sepolto nel cimitero di Père-Lachaise.
Suo nipote Philippe La Beaume de Bourgoing fu politico durante l'età del secondo impero francese e della terza repubblica.

## Matrimonio e figli
Il barone de Bourgoing sposò il 20 maggio 1834, Louise Clarisse (1813-1835), figlia postuma del generale conte Louis-Pierre Montbrun (1770-1812). Vedovo e senza eredi, si risposò il 15 settembre 1836 con Ida de Lotzbeck de Weyhern, dalla quale ebbe:
- Othon Othelin Fabien Honoré Paul (1839 - 8 settembre 1908), barone de Bourgoing, ministro plenipotenziario, ufficiale della Legion d'onore, sposò il 16 settembre 1871 a Vienna la contessa Therese Kinský von Chinic und Tettau (n. 1851)
- Inès, sposò nel 1856 il conte Godefroi de Waldner de Freundstein (1824-1917), generale di brigata, ufficiale della Legion d'onore.

## Inventore
De Bourgoing si impegnò anche nel campo delle nuove scoperte industriali dove divenne noto in particolare per essere stato l'inventore del procedimento della litofania per la quale, in associazione col barone Alexis du Tremblay, depositò un brevetto nel 1827. Applicando questo procedimento alla terracotta, inventò anche lo smalto sfumato.